# راس گرینوود (بازیکن فوتبال)
راس گرینوود (انگلیسی: Ross Greenwood؛ زادهٔ ۱ نوامبر ۱۹۸۵) بازیکن فوتبال اهل بریتانیا است.
از باشگاه‌هایی که در آن بازی کرده‌است می‌توان به باشگاه فوتبال شفیلد ونزدی، باشگاه فوتبال یورک سیتی، باشگاه فوتبال استوک‌پورت کانتی، باشگاه فوتبال گینزبورو ترینیتی و باشگاه فوتبال منچستر یونایتد اشاره کرد.